# Fear Island : L'Île meurtrière
Pour plus de détails, voir Fiche technique et Distribution.
Fear Island : L'Île meurtrière (Fear Island) est un film d'horreur canadien réalisé par Michael Storey, sorti directement en vidéo en 2009, avec Lucy Hale, Haylie Duff et Aaron Ashmore.

## Synopsis
Cinq amis, tous étudiants, organisent un week-end de fête dans une petite île à l'écart du monde. Après une soirée passée à boire, écouter de la musique et à flirter, ils découvrent que le propriétaire des lieux a été assassiné et que le bateau qui les avait amenés sur l'île a disparu, les laissant isolés. Pour ne rien arranger, ils deviennent les proies d'un tueur qui semble leur en vouloir pour une raison bien précise. Acculés, les cinq étudiants n'ont pas d'autre choix que de faire face à cette menace mortelle...

## Fiche Technique
- Genre : horreur
- Interdit aux moins de 12 ans

## Distribution
- Haylie Duff (VF : Caroline Lemaire) : Jenna Anderson/ Megan Campbell
- Lucy Hale (VF : Magali Mestre) : Megan Campbell/Jenna Anderson
- Aaron Ashmore (VF : Michel Barrio) : Mark
- Kyle Schmid (VF : Michaël Cermeno) : Tyler Campbell
- Jacob Blair (VF : Romain Adiba) : Kyle Campbell
- Jessica Harmon (VF : Elsa Marie De Breyne) : Ashley
- Jim Thorburn (VF : Jean-Didier Aïssy) : Keith
- Brenna O'Brien : Regina Anderson
- Martin Cummins (VF : Laurent Jacquet) : Inspecteur Armory
- Anne Marie Deluise (VF : Marielle Lemarchand) : Docteur Chalice